# 젠다성의 포로 (1979년 영화)
젠다성의 포로(The Prisoner Of Zenda)는 미국에서 제작된 리처드 콰인 감독의 1979년 모험, 코미디 영화이다. 피터 셀러스 등이 주연으로 출연하였고 월터 미리쉬 등이 제작에 참여하였다.

## 출연

### 주연
- 피터 셀러스
- 린 프레더릭
- 리오넬 제프리스
- 엘크 소머

### 조연
- 그레고리 시에라
- 제레미 켐프
- 캐서린 쉘
- 시몬 윌리엄스
- 스튜어트 윌슨
- 노먼 로싱톤

## 제작진
- 협력프로듀서: 피터 맥그레고어 스콧
- 미술: 존 J. 로이드
- 의상: 수 엘런드
- 배역: 레슬리 드 페티